# Lista de prefeitos de Andradina
Esta é a lista de prefeitos e vice-prefeitos do município de Andradina, estado brasileiro de São Paulo.

## Prefeitos
| Nº | Prefeito                        | Partido                                          | Vice-prefeito                                                | Início do mandato       | Fim do mandato         | Observações                                           |
| -- | ------------------------------- | ------------------------------------------------ | ------------------------------------------------------------ | ----------------------- | ---------------------- | ----------------------------------------------------- |
| 1  | Evandro Brembatti Calvoso       | Partido Libertador PL                            | Everaldo Aparecido Oliveira (PL)                             | 10 de janeiro de 1939   | 6 de dezembro de 1944  | Prefeito e vice nomeados                              |
| 2  | João Theodoro de Oliveira       | Partido Social Democrático PSD                   | João Carlos Contiero (PSD)                                   | 9 de abril de 1945      | 22 de maio de 1945     | Prefeito e vice nomeados                              |
| 3  | Humberto Passarelli             | Partido Democrata Cristão PDC                    | Aguinaldo Pires Galvão (PDC)                                 | 10 de janeiro de 1946   | 26 de março de 1947    | Prefeito e vice nomeados                              |
| 4  | Dr. Eduardo Ramalho             | Partido Social Progressista PSP                  | —                                                            | 2 de janeiro de 1948    | 1º de janeiro de 1952  | Prefeito eleito                                       |
| 5  | Estanislau Enfeldt Júnior       | Partido Social Progressista PSP                  | Nelson Antônio Marão (PR)                                    | 2 de janeiro de 1952    | 1º de janeiro de 1956  | Prefeito e vice eleitos em sufrágio universal         |
| 6  | Aristomenes Figueiredo Meireles | Partido Socialista Brasileiro PSB                | José Senoi                                                   | 2 de janeiro de 1956    | 1º de janeiro de 1960  | Prefeito e vice eleitos em sufrágio universal         |
| 7  | Antonio Soares de Andrade       | Partido Social Progressista PSP                  | Sebastião Lourenço da Silva                                  | 2 de janeiro de 1960    | 1º de janeiro de 1964  | Prefeito e vice eleitos em sufrágio universal         |
| 8  | Dr. Augusto Mariani             | Partido Social Progressista PSP                  | Miguel Cury                                                  | 2 de fevereiro de 1964  | 16 de junho de 1965    | Prefeito e vice eleitos em sufrágio universal         |
| 9  | Miguel Cury                     | Aliança Renovadora Nacional ARENA                | —                                                            | 16 de junho de 1965     | 31 de janeiro de 1969  | Vice-prefeito eleito no cargo de Prefeito             |
| 10 | Antonio Soares de Andrade       | Aliança Renovadora Nacional ARENA                | Sebastião Lourenço da Silva                                  | 1º de fevereiro de 1969 | 31 de janeiro de 1973  | Prefeito e vice eleitos em sufrágio universal         |
| 11 | Miguel Cury                     | Aliança Renovadora Nacional ARENA                | Alvorindo Ravagnani                                          | 1º de fevereiro de 1973 | 31 de janeiro de 1977  | Prefeito e vice eleitos em sufrágio universal         |
| 12 | Dr. Edmon Alexandre Salomão     | Aliança Renovadora Nacional ARENA                | João Carlos Cardoso                                          | 1º de fevereiro de 1977 | 31 de janeiro de 1983  | Prefeito e vice eleitos em sufrágio universal         |
| 13 | João Carlos Carreira            | Partido do Movimento Democrático Brasileiro PMDB | Sérgio Gonçalves Ortuzal (PMDB)                              | 1º de fevereiro de 1983 | 31 de dezembro de 1988 | Prefeito e vice eleitos em sufrágio universal         |
| 14 | Mauro Brito                     | Partido Democrático Trabalhista PDT              | Dr. Wilson Tetsuo Hirata                                     | 1º de janeiro de 1989   | 31 de dezembro de 1992 | Prefeito e vice eleitos em sufrágio universal         |
| 15 | Dr. Orensy Rodrigues da Silva   | Partido Trabalhista Brasileiro PTB               | Dr. Wilson Tetsuo Hirata                                     | 1º de janeiro de 1993   | 15 de outubro de 1996  | Prefeito eleito e vice reeleito em sufrágio universal |
| 16 | Dr. Wilson Tetsuo Hirata        | Partido Progressista Brasileiro PPB              | —                                                            | 15 de outubro de 1996   | 31 de dezembro de 1996 | Vice-prefeito eleito no cargo de Prefeito             |
| 17 | Edna Adavel Occhiucci Brito     | Partido Republicano Progressista PRP             | Deusdete Alexandre Salomão (PFL)                             | 1º de janeiro de 1997   | 31 de dezembro de 2000 | Prefeita e vice eleitas em sufrágio universal         |
| 18 | Marcos Citro                    | Partido Democrático Trabalhista PDT              | Fabiano Castilho Teno (PSDB)                                 | 1º de janeiro de 2001   | 28 de agosto de 2001   | Prefeito e vice eleitos em sufrágio universal         |
| 19 | Fabiano Castilho Teno           | Partido da Social Democracia Brasileira PSDB     | —                                                            | 28 de agosto de 2001    | 31 de dezembro de 2004 | Vice-prefeito eleito no cargo de Prefeito             |
| 20 | Ernesto Antônio da Silva        | Partido Popular Socialista PPS                   | Flávio Miguel Amorim (PRP)                                   | 1º de janeiro de 2005   | 31 de dezembro de 2008 | Prefeito e vice eleitos em sufrágio universal         |
| 21 | Jamil Akio Ono                  | Partido dos Trabalhadores PT                     | Pedro Ayres (PT)                                             | 1º de janeiro de 2009   | 31 de dezembro de 2012 | Prefeito e vice eleitos em sufrágio universal         |
| 21 | Jamil Akio Ono                  | Partido dos Trabalhadores PT                     | Charles Christopher Hider Kobayashi (PT)                     | 1º de janeiro de 2013   | 31 de dezembro de 2016 | Prefeito reeleito e vice eleito em sufrágio universal |
| 22 | Tamiko Inoue                    | Partido da Social Democracia Brasileira PSDB     | Pedro Rodolfo Minari Bentivoglio, Pedrinho Bentivoglio (PSD) | 1º de janeiro de 2017   | 31 de dezembro de 2020 | Prefeita e vice eleitos em sufrágio universal         |
| 23 | Mário Celso Lopes               | Partido da Social Democracia Brasileira PSDB     | Paulo Assis (PV)                                             | 1º de janeiro de 2021   | 31 de dezembro de 2024 | Prefeito e vice eleitos em sufrágio universal         |
| 23 | Mário Celso Lopes               | Partido Social Democrático PSD                   | Lucas Lopes (PSDB)                                           | 1º de janeiro de 2025   | atualidade             | Prefeito reeleito e vice eleito em sufrágio universal |